# Кваркваре
«Кваркваре» (груз. «ყვარყვარე») — грузинський радянський пригодницький художній фільм 1978 року режисероа Деві Абашидзе за п'єсою Полікарпа Какабадзе «Кваркваре Тутабері».

## Сюжет
Поліція знаходить на млині ледаря Кваркваре. Помилково його приймають за революціонера і садять у в'язницю. Після зречення Миколи II від престолу Кваркваре стає героєм революції. Однак потім обман розкривається і Кваркваре доводиться тікати, переодягнувшись у жіночу сукню.

## У ролях
- Давид Абашидзе —  Кваркваре Тутабері
- Галина Дадіані —  Аграпіна
- Нана Есакі —  Гултамзе
- Кетеван Шарикадзе —  Лірсен  (озвучувала Олександра Харитонова)
- Михайло Вашадзе
- Еросі Манджгаладзе
- Шота Габелія
- Віктор Нинидзе
- Кахи Васадзе
- Гіві Тохадзе — полковник (озвучував Юрій Леонідов)
- Гурам Пірцхалава
- Баадур Цуладзе
- Анзор Урдія
- Абессалом Лорія
- Давид Квірцхалія
- Сосо Лагідзе — Павло (озвучував Валентин Брилєєв)
- Важа Квіташвілі